# Phaeostigma biroi
Phaeostigma biroi är en halssländeart som först beskrevs av Longinos Navás 1915.  Phaeostigma biroi ingår i släktet Phaeostigma och familjen ormhalssländor. Inga underarter finns listade i Catalogue of Life.